# أرسين زولا
خطأ لوا في mw.text.lua على السطر 25: bad argument #1 to 'match' (string expected, got nil).
أرسين زولا كياكو (بالفرنسية: Arsène Zola)‏ (مواليد 23 فبراير 1996) هو لاعب كرة قدم كونغولي محترف يشغل مركز المدافع في نادي الوداد الرياضي المغربي.

## مسيرته
ولد زولا في لوبومباشي، وبدأ حياته المهنية مع مركز تكوين كاتومبي.

### مسيرته مع الأندية
بعد اللعب مع تي بي مازيمبي، أُعلن في يوليو 2019 أنه سينتقل إلى نادي أندرلخت البلجيكي، جنبًا إلى جنب مع زميله ميسشاك إيليا. بحلول أغسطس 2019، تم ملاحظة غياب كلا اللاعبين عن معسكر أندرلخت التدريبي، وتم الكشف لاحقًا عن فشل كلا اللاعبين في إكمال انتقالاتهما إلى أندرلخت وكانا يبحثان عن أندية مختلفة.
لعب لاحقًا في المغرب لشباب المحمدية والوداد.

### مسيرته الدولية
في مايو 2018، تم استدعاؤه لمنتخب الكونغو الديمقراطية لإجراء مباراة ودية مع نيجيريا، وتم اختياره في تشكيلة يوم المباراة كبديل.
مثل زولا الكونغو الديمقراطية تحت 23 سنة. تم استبعاد البلد من تصفيات كأس الأمم الأفريقية تحت 23 سنة في أبريل 2019 بعد الكشف عن أن زولا كان غير مؤهل للعب لأنه كان كبيرًا في السن، مع تغيير البلد تاريخ ميلاده من 1996 إلى 1997.
ظهر لأول مرة مع منتخب الكونغو في 29 مارس 2021 ضمن مباريات التصفيات المؤهلة لكأس الأمم الأفريقية 2021 ضد غامبيا.<

## الإنجازات
تي بي مازيمبي (3)
- الدوري الوطني الكونغولي:
  - البطولة في 2019 و2021.
- كأس الكونفيدرالية الأفريقية:
  - البطولة في 2017.
- كأس السوبر الأفريقي:
  - الوصافة في 2018.

 الكويت (1)
- كأس السوبر الكويتي:
  - البطولة في 2024.

 الوداد الرياضي
- كأس السوبر الأفريقي:
  - الوصافة في 2022.
- دوري أبطال أفريقيا:
  - الوصافة في 2023.
- الدوري الأفريقي:
  - الوصافة في 2023.

## روابط خارجية
- أرسين زولا على موقع قاعدة بيانات كرة القدم.إي يو (الإنجليزية)
- أرسين زولا على موقع ناشيونال فوتبول تيمز (الإنجليزية)
- أرسين زولا على موقع Soccerway.com (الإنجليزية)
- أرسين زولا على موقع عالم كرة القدم.نت (الإنجليزية)